# Rokomet
Rokomèt je moštveni šport z žogo. Na igrišču sta dve moštvi s po sedmimi igralci, ki igrajo izmenično enkrat v obrambi nato napadu. V osnovi igra pozna šest igralnih pozicij in vratarja, ki pa ga je v napadu možno menjati za sedmega igralca. Cilj igre je v napadu spraviti žogo v nasprotnikov gol in v obrambi ga preprečiti. Zmaga tista ekipa, ki zadene več golov nasprotniku v dveh polčasih po 30 min. Velja tudi neodločen rezultat, razen v primeru igre na izpadanje. Takrat se morajo odigrati podaljšek in, če še vedno ni zmagovalca, sedemmetrovke. V vsakem polčasu ima trener moštva pravico vzeti minuto odmora za posvetovanje z igralci.
Rokomet je ena najhitrejših ter najbolj popularnih, pa tudi grobih, moštvenih iger na svetu. Njihov cilj je doseči čim več golov, pri čemer napadalci žogo lahko vodijo ali si jo med seboj podajajo, dokler si ne ustvarijo priložnosti za strel na gol. Ko žogo zgubijo, pred golom okrog svojega kazenskega prostora ustvarijo obrambno formacijo in poskušajo nasprotniku preprečiti dosego zadetka.
Rokomet je najpopularnejši v Evropi, severni Afriki in delno Aziji ter južni Ameriki. Igra se ga v državnih in mednarodnih prvenstvih, tako klubskih kot reprezentančnih. Poleg celinskih tekmovanj je na reprezentančni ravni največje prirejeno tekmovanje Svetovno prvenstvo

## Zgodovina igre
Igra ima korenine že v antični Grčiji (imenovala se je Urania), kasneje so jo igrali tudi v antičnem Rimu in srednjem veku. Sodobni rokomet se je začel oblikovati konec 19. stoletja v skandinavskih deželah, predvsem na Danskem, Švedskem, Norveškem in v Nemčiji. Danski učitelj športne vzgoje, Holger Nielsen, je leta 1898 pripravil pravila za sodobni rokomet (håndbold) in jih objavil leta 1906. Podobna pravila so poizkušali spisati še nekateri športni delavci.
Modernejši zapis pravil je bil objavljen 29. Oktobra 1917, ki so jih pripravili Max Heiser, Karl Schelenz, in Erich Konigh iz Nemčije. Nato je ta pravila po letu 1919 izboljšal Karl Schelenz.
Prva mednarodna tekma z novejšimi pravili je bila odigrana med moško ekipo Nemčije in Belgije leta 1925 in med ženskima ekipama Nemčije in Avstrije, leta 1930. V letu 1928 je bila ustanovljena Mednarodna amaterska rokometna zveza, leta 1946 pa današnja Mednarodna rokometna zveza (IHF). Na zahtevo Adolfa Hitlerja, se je rokomet prvič pojavil na 11. olimpijskih igrah leta 1936 v Berlinu. Kasneje je bil leta 1940 odstranjen iz OI. Ker pa je rokomet postajal vse bolj priljubljen in se je v nekaj desetletjih močno razvil, se je na OI vrnil leta 1972 V Münchnu, kasneje, leta 1976, pa so dodali še ženski rokomet, kot olimpijski šport.
Mednarodna rokometna zveza (IHF) je organizirala prvo svetovno prvenstvo leta 1938 na vsaka 4 (včasih tudi 3) leta. To je trajalo od druge svetovne vojne do leta 1995, ko so organizirali prvenstvo na Islandiji, od tedaj naprej pa je prvenstvo vsako drugo leto. Ženske so prvo svetovno prvenstvo odigrale leta 1957. Pod okriljem IHF pa se odvijajo tudi ostala tekmovanja mlajših selekcij na mednarodnem nivoju.
Rokomet se igra v 183 državah na svetu, do julija 2009 je bilo v IHF registriranih 166 držav članic, kar šteje cca. 795.000 ekip oziroma 19 milijonov rokometašev.

## Igralna pravila
Rokometna pravila so uradna pravila, ki jih je mednarodna rokometna zveza (IHF) sprejela in so zapisana v njenih aktih.

### Igrišče
Rokomet se igra na 40 metrov dolgem in 20 metrov širokem igrišču(40 m X 20 m), z golom na vsaki strani. Vratarjev prostor je označen s črto, ki je od gola odmaknjena šest metrov. Črtkana črta, ki je oddaljena devet metrov od gola, pa označuje prostor za izvajanje prostega meta. Med tema črtama je na sredini črta za izvajanje sedemmetrovke, ki je oddaljena sedem metrov od gola.

### Rokometna vrata - Gol
Gol je pravokotne oblike in ima razdaljo med vratnicama tri metre, v višino pa meri dva metra (3 m X 2 m). Mora biti tudi čvrsto pritrjen v tla ali v steno.
Vratnici in prečka sta kvadratne oblike široki 8 cm (8 cm X 8 cm). Gol mora biti pobarvan izmenično z različnimi kontrastnimi barvami (črna - bela). Oba gola morata biti enakih barv.
V golu je tudi napletena mreža, ki je spletena tako, da žogo spusti v gol, kjer pa jo zadrži. 
Gol je dosežen, ko žoga s celim obsegom preide črto v golu.

### Vratarjev prostor
Vratarjev prostor je prostor, označen s črto na razdalji šestih metrov od vrstnic (dve četrtini kroga, ki sta povezani s črto ki je vzporedna z golom), kjer je dovoljena samo obramba vratarja. Igralci lahko ulovijo ali pa se dotaknejo žoge, ki je v zraku nad vratarjevim prostorom, če so sami zunaj vratarjevega prostora. Če obrambni igralec ujame takšno žogo in hkrati stopi na črto šestih metrov ali v vratarjev prostor, se dosodi 9-metrovka za nasprotno moštvo. Če pa igralec v napadu stopi na črto ali v ta prostor, se izvede vratarjev met.
Če igralec v obrambi stopi v vratarjev prostor in si s tem pridobi boljši položaj (pridobi prednost) pred napadalcem, se ga kaznuje.

### Prostor za menjave
Prostor za menjave se nahaja levo in desno od sredinske črte (zapisnikarske mize), vzdolžno ob igrišču. Tu se nahaja klop za rezervne igralce in uradne osebe. Stran prostora za menjave je pogojena s stranjo obrambe (je na tisti strani, kjer je vratar). Med polčasom se strani zamenja. Vsak igralec, ki vstopa ali zapušča igro, mora to storiti v območju 4,5 m od sredinske črte v svoje polje. V igro sme igralec, ki menja drugega igralca, stopiti šele, ko ta zapusti igrišče v omenjenem območju.

### Igralni čas
Čas trajanja tekme na uradnih tekmah za moške in ženske starejše od 16 let, je dvakrat po trideset minut (2 X 30 min) s praviloma desetminutnim odmorom. Za mlade je čas trajanja:
- 2 X 25 minut pri starosti 12 do 15 let.
- 2 X 20 minut pri starosti 8 do 12 let.

Vendar se lahko nacionalna združenja (zveze) v nekaterih državah razlikujejo od teh uradnih pravil.
Če se mora tekma končati z zmagovalcem (npr. turnir) in se po rednem delu igra konča z neodločenim izidom, se tekma podaljša za največ dva podaljška 2 X 5 minut z minuto odmora. Če se še na ta način ne dobi zmagovalca sledijo sedemmetrovke, ki določijo zmagovalca. 
Sodnik lahko zahteva prekinitev igre (time out) po lastni presoji:
- Ob morebitni poškodbi igralca,
- Če žoga odide daleč iz igrišča,
- Če se pri izvajanju sedemmetrovke menja vratar,
- Če je storjen prekršek in se igralca izključi iz igre za 2 min
- Če je treba pobrisati tla

Vsaka ekipa lahko zahteva po eno minuto odmora (time out) v polčasu. Pravico do minute odmora ima moštvo, ki poseduje žogo v trenutku, ko uradna oseba položi zeleni karton označen s črno črko "T". Ko uradna oseba položi karton na zapisnikarsko mizo in ima njegovo moštvo žogo, časomerilec takoj prekine igro, ustavi čas, sproži zvočni signal in opozori sodnika na minuto odmora.

### Sodniki
Da sama igra poteka nemoteno, jo vodita praviloma dva sodnika. Če se sodnika pri kakšni odločitvi ne strinjata, vzameta timeout,in se dogovorita kako bo igra tekla dalje. Prav tako time out vzameta, če je kateri od igralcev storil prekršek za izključitev. Vsako svojo odločitev je sodnik dolžan obrazložiti z dejstvi. Njihova odločitev je dokončna, če pa kdo meni, da ni v skladu s pravili se lahko pritoži.
Sodnika se na igrišču med igro postavita v tak položaj, da na nek način "omejujeta igralce". Stojita diagonalno, tako da opazujeta vsak svojo linijo. 
Sodnik v polju stoji za napadalci in nadzira igro z žogo napadalcev, izvajanje metov (začetni, prosti, 7-m), signalizira nadaljevanje igre in komunicira s časomerilcem. 
Sodnik za vrati stoji za prečno črto, ki je za vrati in nadzira črto 6-metrskega prostora, odloča o doseženem zadetku, nadzira tudi dogajanje v prostoru med 6-metrsko črto in črto prostih metov.
Sodnika pri svojem delu uporabljata sodniške znake, ki jih je 18, rumen in rdeč karton ter piščalko.

### Igralci
Vsaka ekipa je praviloma sestavljena iz vsaj sedmih igralcev na igrišču in sedmih oziroma devetih na klopi za rezervne igralce. En igralec na igrišču se po oblačilu razlikuje od ostalih, in ta je vratar. Menjava igralcev je možna v poljubnem številu kadarkoli med igro. Vendar mora menjava potekati v prostoru za menjave ekipe, ki to izvaja. Sodnika o menjavi ni treba obveščati.

#### Napake igralcev
Igralci v polju se smejo žoge dotakniti s katerimkoli delom svojega telesa nad kolenom. Igralec, ki ima v posesti žogo, lahko stoji na miru tri sekunde ali pa naredi tri korake. Nato mora žogo ali metati na gol ali podati ali voditi. Če pri tem naredi več kot tri korake, se šteje kot napaka in je žoga za nasprotnika (razen pod prekrškom). Igralec lahko vodi žogo toliko časa kot želi, dokler jo vodi pravilno.

#### Vratar
Samo vratar se lahko giblje neomejeno po vratarjevem prostoru ampak pri tem ne sme prestopiti črte 6-metrskega prostora, če ima v posesti žogo. V svojem prostoru se lahko dotika žoge z vsemi deli svojega telesa (tudi z nogami). Vratar lahko tudi sodeluje pri običajni igri svoje ekipe v napadu, vendar se ga tam obravnava kot igralca v polju. Lahko pa se pri taktičnih menjavah menja z rezervnim igralcem, vendar mora le ta nositi drugo barvo majice (markirko), kot ostali.
Če vratar pri strelu ekipe v napadu žogo odbije v gol avt, ostane žoga v posesti vratarja, in ne kot npr. pri nogometu, kjer nasprotnik izvaja kot. Vratar mora nato žogo z vratarjevim metom podati žogo v igro. Če izvajalec 7-m zadene vratarja v glavo in se vratar pri tem ni premikal, se igralca diskvalificira (rdeč karton).

### Uradne osebe ekipe
Vsaka ekipa ima lahko največ štiri uradne osebe na klopi za rezervne igralce vključno s trenerjem. Poleg njega so običajno še njegov pomočnik, vodja ekipe in zdravnik. Nihče od uradnih oseb ne sme vstopiti na igralno površino brez dovoljenja sodnika.

## Žoga
Rokometna žoga je iz usnjenega plašča ali umetnega materiala, ki se ne sveti in ni gladka. Ker naj bi se upravljala z eno roko, se po velikosti in teži razlikuje glede na starost in velikost.
Rokomet je primeren za starejše  od 8 let.
Za igro morata biti zagotovljeni dve žogi. O menjavi odloči sodnik. Zaradi lažjega upravljanja z žogo, se lahko nanjo da smola, ki omogoča boljši oprijem žoge z roko. Vendar v nekaterih dvoranah uporaba smole ni dovoljena, ker pušča madeže na tleh.

### Izvajanje metov
Pred vsakim izvajanjem kateregakoli izmed metov, mora igralec preden met izvede, zavzeti pravilen položaj, držati žogo v roki in stati s stopalom na tleh. Met lahko izvede tudi sede, leže, ali kleče vendar mora imeti stopalo na tleh.

#### Začetni met
Začetni met se izvaja vedno iz sredine igrišča na začetku polčasov in ob vsakem doseženem golu. Izvaja pa se tako, da so soigralci izvajalca na svoji polovici igrišča, izvajalec pa stoji z eno nogo na sredinski črti (1,5 m levo ali desno od sredine igrišča), z drugo nogo pa v svoji polovici. Ko da sodnik znak za izvajanje, mora izvajalec podati žogo soigralcu (v roku treh sekund), ki pa lahko v trenutku, ko da sodnik znak, že prestopi sredinsko črto.

#### Stranski met
Stranski met se izvaja, ko žoga s celim obsegom prečka vzdolžno črto ali se dotakne stropa dvorane. Izvaja se iz mesta, kjer je žoga prešla iz igrišča. Izvajalec stoji z eno nogo na črti dokler met ni izveden, z drugo pa poljubno (v igrišču ali pa izven). Igralci nasprotnega moštva morajo biti ob izvajanju stranskega meta od izvajalca oddaljeni tri metre.

#### Vratarjev met
Vratarjev met se izvede, kadar žoga s celim obsegom preide prečno črto po tem, ko se jo je zadnji dotaknil vratar ali napadalec. Met se izvaja brez sodnikovega žvižga kjerkoli iz vratarjevega prostor. Met je izveden ko žoga s celim obsegom prečka črto vratarjevega prostora. Vratar z vratarjevim metom ne more zadeti svojega gola.

#### Prosti met
Prosti met se izvede po sodniški prekinitvi. Izvaja se iz mesta, kjer je bil storjen prekršek ali napaka v igri in sicer brez žvižga sodnika. Nasprotni igralci morajo biti oddaljeni tri metre od mesta izvajanja. Izvajalec lahko neposredno strelja na gol.

#### Sedemmetrovka
Sedemmetrovka se dosodi, zaradi nepravilnega oviranja napadalca pri jasni situaciji za dosego zadetka po celem igrišču, zaradi vstopanja v vratarjev prostor z namenom, da si pridobi obrambni igralec prednost pred napadalcem, ob neupravičenem žvižgu ob jasni priložnosti za zadetek in če zadetek prepreči oseba, ki ni udeležena v igri (trener, gledalec,...). 
Izvaja se iz črte sedmih metrov, kjer mora imeti izvajalec eno stopalo na tleh in ga ne sme premikati. Vratar sme stati najbližje na črti štirih metrov ostali igralci pa morajo biti izven devetmetrskega prostora, dokler met ni izveden. Met mora biti izveden v treh sekundah po sodnikovem žvižgu.

### Kazni
Progresivno kaznovanje pomeni, da ni dovolj, če se za posamezen prekršek dosodi le prosti met ali sedemmetrovka, temveč so to težji prekrški, od prekrškov v borbi za žogo. Za tak prekršek se igralcu pokaže opomin oziroma rumeni karton. vsak od igralcev je lahko opomnjen le enkrat, ekipa pa lahko skupaj zbere tri opomine. Nato sledi izključitev za dve minuti. Ta se dosodi tudi ob napačni menjavi igralca, če se igralec v borbi za žogo usmeri pretežno na nasprotnika in ne na samo žogo, pri ponovljenem nešportnem obnašanju igralca (verbalno in neverbalno) na igrišču ali izven,... če je bil prekršek posebej nevaren se lahko igralcu pokaže takoj izključitev za dve minuti, četudi ta ni bil prej opomnjen.
Vsak igralec je lahko izključen samo dvakrat za dve minuti. Tretja izključitev pomeni diskvalifikacijo (rdeči karton).